# عبد العزيز علي أحمد قاسم
عبد العزيز علي أحمد قاسم هو شاعر يمني. ولد عام 1938م في مدينة صنعاء. تلقى تعليمه الأولي في الكتّاب، ثم التحق بالمدرسة العلمية بصنعاء. عمل في مستشفى الثورة عام 1972م، وقبلها في وزارة العمل، ثم أصبح مديراً للخدمات الصحية. كتب الشعر الحميني في سن مبكر، وله مساهمات بسيطة في كتابة الشعر الغنائي تغنى بها عدد من الفنانين.